# Puerto Gonzalo Moreno
Puerto Gonzalo Moreno è un comune (municipio in spagnolo) della Bolivia nella provincia di Madre de Dios (dipartimento di Pando) con 5.486 abitanti (dato 2010).

## Cantoni
Il comune è suddiviso in 2 cantoni.
- Agua Dulce
- Trinidad